# Nomusa Dube-Ncube

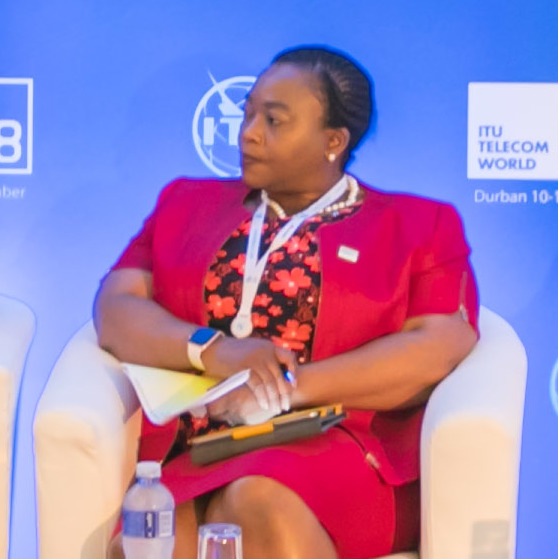
Nomusa Dube-Ncube 2018.

Nomusa Dube-Ncube ist eine südafrikanische Politikerin und ehemalige Diplomatin. Sie ist (2023) die 9. Premier of KwaZulu-Natal seit August 2022. Als Mitglied des African National Congress (ANC) ist sie die erste Frau in diesem Amt.
Zuvor war sie von Juli 2009 bis Mai 2019 Mitglied des Executive Council (MEC, das Kabinett) von KwaZulu-Natal für das Ressort Cooperative Governance and Traditional Affairs (kooperative Regierungsführung und traditionelle Angelegenheiten) von Mai 2019 bis November 2020, für Wirtschaftsentwicklung, Tourismus und Umweltangelegenheiten und für Finanzen von November 2020 bis zu ihrer Ernennung zur Premierministerin im August 2022. Vor ihrer Tätigkeit in der Provinzversammlung war sie Botschafterin Südafrikas in Tschechien.

## Leben

### Jugend
Dube-Ncube wurde in KwaMashu geboren und hat einen Master-Abschluss in öffentlicher Verwaltung (public administration). Derzeit promoviert sie im gleichen Fachgebiet. Sie hat auch Abschlüsse in Management und Führung sowie in Training und Entwicklung.

### Karriere
Dube-Ncube war Bürgermeisterin (mayor) des North Central Council, bevor dieses im Jahr 2000 in die eThekwini Metropolitan Municipality verschmolzen wurde. Anschließend war sie bis zu ihrer Ernennung zur Botschafterin in der Tschechischen Republik als Chief Whip (Geschäftsführerin) des eThekwini Council tätig. Sie wurde im Mai 2009 in die KwaZulu-Natal Provincial Legislature gewählt und vom ANC zu seiner Chief Whip ernannt. Sie hatte diese Position bis Juli 2009 inne, als Ministerpräsident Zweli Mkhize sie als Mitglied des Exekutivrats für Cooperative Governance and Traditional Affairs ernannte. Senzo Mchunu wurde 2013 zum Premierminister gewählt und berief sie erneut. Sie blieb auch im Amt in der folgenden Wahl von Willies Mchunu zum Premierminister im Mai 2016.
Im Mai 2019 ernannte sie der neu gewählte Ministerpräsident Sihle Zikalala zum MEC für Wirtschaftliche Entwicklung, Tourismus und Umweltangelegenheiten (Economic Development, Tourism and Environmental Affairs). Am 17. November 2020 wurde Dube-Mncube zur MEC für Finanzen ernannt in Nachfolge von Ravi Pillay.
Im Januar 2022 berichtete The Mercury, dass Dube-Ncube vor der Wahlkonferenz der Partei im Juli 2022 um die Position der Provinzvorsitzenden des ANC (Provincial Chairperson of the African National Congress) wetteiferte. Sie war von der Provinz-Gruppe der African National Congress Women’s League unterstützt worden. Auf der Konferenz am 23. Juli 2022 qualifizierte sie sich für die Nominierung für das Amt der Provinzvorsitzenden und wurde von der Versammlung nominiert, aber sie erreichte nicht die erforderliche Schwelle von 25 % der Unterstützung der Delegierten.

### Premier
Nach dem Rücktritt von Premier Sihle Zikalala am 5. August 2022 war Dube-Ncube eine von drei Kandidaten, die der ANC in der Provinz als Ersatz für Zikalala empfahl. Am folgenden Tag wurde Dube-Ncube von den Mitgliedern des National Executive Committee des ANC für die Position interviewt. Sie wurde am 8. August 2022 als bevorzugte Kandidatin der Partei für das Amt Premiers bekannt gegeben. Am 10. August 2022 wurde Dube-Ncube während einer Sondersitzung der Provinzversammlung von KwaZulu-Natal in Mooi River zur Premier gewählt. Sie besiegte Mmabatho Tembe von der Staatsanwaltschaft in einer Abstimmung mit 45 zu 11 Stimmen. Später an diesem Tag wurde sie vom amtierenden Acting Judge President Isaac Madondo vereidigt. Dube-Ncube ist die erste Frau, die als Premier der Provinz fungiert.
Nachdem die ANC in der Provinzial-Wahl der MKP unterlag, wurde ein Mitglied der IFP zum Premierminister gewählt. Dadurch verlor Dube-Ncube ihre Position.

## Familie
Dube-Ncube war mit dem Geschäftsmann Sibusiso Ncube verheiratet. Dieser verstarb im Januar 2022.